# Michel Chauveton
 (août 2008).
Michel Chauveton (né à Paris 13e le 12 août 1929 et mort à Clichy le 13 janvier 1985) est un violoniste qui fait une longue carrière de soliste avant d'entrer dans la pédagogie auprès d'Alfred Loewenguth, son beau-frère, au conservatoire du IXe arrondissement de Paris et au Conservatoire européen.

## Biographie
Michel Chauveton commence ses études auprès d'Alfred Loewenguth à l'âge de 10 ans. Il entre au Conservatoire national de musique et d'art dramatique à 13 ans où il étudie avec André Tourret et Pierre Pasquier où il obtient le premier prix de violon et le premier prix de musique de chambre à 16 ans en 1946. Il apparaît en soliste avec les orchestres Lamoureux et avec l'Orchestre des Cadets du Conservatoire de Paris au festival Ravel. Il a joué comme soliste sous les directions de Paul Paray et Arthur Goldschmidt et avec les Orchestres de Belgique, des Pays-Bas, d'Allemagne, d'Autriche et de Suisse. 
Pendant 20 ans d'une carrière internationale de soliste, Michel Chauveton est devenu l'un des plus grands ambassadeurs de l'Art français. Depuis 1947, il a donné plus de 1200 concerts tant en Europe qu'aux États-Unis, au Canada, ainsi qu'en Amérique Latine, au Proche-Orient, en Scandinavie et en Afrique du Nord. Il a participé à plusieurs festivals internationaux et a réalisé des enregistrements (assez difficiles à trouver chez les collectionneurs aujourd'hui) pour Allegro records, Lumen & Charlin.
Ses débuts américains datent de 1951 où il reçoit d'excellentes critiques à New York. Il fait alors une tournée aux États-Unis puis revient en Europe pour finir cette tournée en Grande-Bretagne, Pays-Bas, Suisse et France.
Il est longtemps accompagné par Brooks Smith qui fut accompagnateur de Jasha Heifetz.
Outre un répertoire classique et romantique, Michel Chauveton est un fidèle défenseur de la musique contemporaine. Il a fait triompher dans le monde entier, de nombreuses œuvres de compositeurs contemporains de tous pays (dont il fut souvent le dédicataire).

## Discographie
- Massenet : Méditation de Thaïs - Kreisler : Schön Rosmarin – Toselli : Sérénade – Saint-Saëns : Prélude du Déluge. Burt Anderson, piano. Lumen LD 1-425 A[3]
- Fauré : Berceuse – Mendelssohn : Chant de printemps – Schubert : Moment musical – Schumann : Rêverie – Brahms : Valse. Burt Anderson, piano. Lumen LD 1-426 A
- Gluck/Kreisler : Mélodie d’Orphée – Kreisler : Liebesfreud - Bartók : Six danses populaires roumaines. Burt Anderson, piano. Lumen LD 1-427 A
- Rimsky-Korsakov : Chant hindou – Schubert : Rosamonde – Tchaikovsky : Chant sans paroles – Dvořák : Humoresque. Burt Anderson, piano. Lumen LD 1-442 A
- Haendel : Largo – Beethoven : Rondino – Debussy : Clair de lune - Poldini/Kreisler : Poupée valsante. Catherine Masson, piano. Lumen LD 1-450 A
- Schubert : Ave Maria – Mendelssohn : Chant sans paroles – F. Thomé : Simple aveu – Mozart : Menuet. Catherine Masson, piano. Lumen LD 1-451
- Schumann : Sonate op.105 no 1 – J. Leguerney : Sonatine. Jean-Michel Damase, piano. Lumen LD 2-441
- Haydn : Double concerto violon-clavecin, avec Rafael Puyana, orchestre dir. Jacques Michon (1960). Lumen LD 2-444[4], réédité en CD par Forgotten Record FR 1474 (2018)
- A. Reicha – Franck : Sonates. Françoise Parrot, piano. Charlin CL 36 (1970)
- Christian Pezza : Sentimentalement Vôtre (33 tours, Association Artistique Le Parnasse)